# Hsu Hsao-chiang
Hsu Hsao-chiang, aussi connu sous le nom de Norman Chu, est un acteur hongkongais de cinéma et de télévision né le 16 octobre 1950, ayant joué dans plus d'une centaine de films.

## Filmographie partielle
- 1974 : The Teahouse
- 1974 : The Savage Five de Chang Cheh
- 1975 : All Mixed Up
- 1975 : That's Adultery!
- 1975 : The Taxi Driver de Pao Hsueh-li : un policier
- 1975 : La Guillotine volante de Ho Meng-hua
- 1975 : Black Magic de Ho Meng-hua
- 1976 : La Guerre des clans de Chu Yuan
- 1976 : The Web of Death de Chu Yan
- 1976 : The Snake Prince de Lo Chen
- 1976 : Le Sabre infernal de Chu Yuan
- 1977 : Le Complot des clans  de Chu Yuan
- 1977 : Le Tigre de jade de Chu Yuan
- 1977 : Death Duel de Chu Yuan
- 1977 : Le Colosse de Hong Kong de Ho Meng-hua
- 1977 : Le Poignard volant de Chu Yuan : Flûte-de-Fer
- 1978 : La 36e Chambre de Shaolin de Liu Chia-liang:  Liu Tsai
- 1978 : The Brave Archer 2, de Chang Cheh
- 1978 : La Mante religieuse de Liu Chia-liang
- 1978 : L'Île de la bête de Chu Yuan
- 1978 : Heaven Sword and Dragon Sabre de Chu Yuan
- 1978 : Heaven Sword and Dragon Sabre 2 de Chu Yuan
- 1978 : Saké et karaté (Dirty Kung Fu) de Liu Chia-yung

- 1979 : Wang Yu défie le maître du karaté de Liu Chia-liang
- 1979 :  Murder Plot de Chu Yuan
- 1979 : Le Combat mortel de Shaolin de Ho Meng-hua
- 1979 : The Secret de Ann Hui
- 1980 : Histoire de cannibales de Tsui Hark : agent 999
- 1980 : The Sword de Patrick Tam
- 1982 : Demi-Gods and Semi-Devils de Siu Sang : Qiao Feng
- 1983 : Duel to the Death de Ching Siu-tung
- 1983 : The Lady Assassin de Lu Chin-ku
- 1983 : Zu, les guerriers de la montagne magique de Tsui Hark : l'épée du ciel
- 1983 : Bastard Swordsman de Lu Chin-ku
- 1983 : Seeding of a Ghost de Yang Chuan
- 1984 : Return of the Bastard Swordsman de Lu Chin-ku
- 1992 : King of Beggars de Gordon Chan
- 1994 : Wing Chun de Yuen Woo-ping : Flying Monkey
- 2008 : The Forbidden Legend: Sex & Chopsticks
- 2016 : Sword Master (en)